# Коцупій Сергій Владиславович
Сергій Владиславович Коцупій (1991—2022) — майор (посмертно) Збройних Сил України, учасник російсько-української війни.

## Життєпис
Народився 29 серпня 1991 року в місті Ромни Сумської області.
Військову службу проходив у 91 окремому Охтирському полку підтримки.
Захищав Україну в зоні АТО в 2014, 2015, 2017 роках на Краматорському напрямку (Донеччина). 24-25.02.2022 брав участь в рішучій відсічі ворога, що просувався в напрямку м. Київ. Загинув 26.02.2022 під час виконання бойового завдання внаслідок ворожих авіаційних ударів по розташуванню в/ч в м. Охтирка.
Загинув 26 лютого 2022 в районі міста Охтирка.

## Нагороди та вшанування
- Орден «Богдана Хмельницького » III ступеня[1].
- Почесний громадянин міста-героя Охтирки.